# Mary Mellish
Ne doit pas être confondue avec la chanteuse d'opéra Mary Mellish.
Mary Mellish (27 janvier 1849 – 9 janvier 1901), devenue Mary Mellish Archibald après son mariage, est une enseignante de l'Île-du-Prince-Édouard, principalement réputée pour ses contributions à l'éducation des femmes à l'Université Mount Allison à Sackville, au Nouveau-Brunswick.

## Formation
Mary Mellish naît à Pownal, sur l'Île-du-Prince-Édouard, de James Lewis Mellish et de Margaret Sophia Murray. Elle suit une formation d'enseignante à l'école normale de Charlottetown. Elle obtient sa licence d'enseignement en 1864. Pendant les cinq années suivantes, elle enseigne par intermittence et travaille pendant un certain temps comme gouvernante. Elle poursuit ses études dans la branche féminine de la Mount Allison Wesleyan Academy, à Sackville, au Nouveau-Brunswick, et obtient en 1867 un diplôme de maîtrise en arts libéraux (MLA (en)).

## Carrière
Mellish est enseignante et préceptrice à la Mount Allison Wesleyan Female Academy de 1869 à 1873. Elle quitte la profession quand elle se marie mais retourne à l'enseignement en 1883 lorsqu'elle devient veuve, avec son jeune fils à charge. Elle reprend alors son poste de préceptrice à la Mount Allison Ladies' Academy en 1885 et reste à Sackville pendant seize ans, pendant lesquels elle travaille avec le directeur Byron Crane Borden pour améliorer l'école,.
Au-delà de son travail de direction scolaire, Mellish était active dans le mouvement de la tempérance et participe à d'autres activités de l'Église méthodiste.

## Vie personnelle et postérité
Mary Mellish épouse son collègue enseignant Abram Newcomb Archibald en 1874. Ils ont un fils, Raymond Clare Archibald (1875-1955), qui devient un mathématicien et historien des mathématiques réputé. Abram Archibald succombe à la typhoïde en 1883. Mary Mellish Archibald meurt d'une pneumonie en janvier 1901 à New York, quelques semaines avant son cinquante-deuxième anniversaire,.
La bibliothèque de folklore Mary Mellish Archibald de l'Université Mount Allison est fondée par son fils en 1905, en guise de cadeau commémoratif à l'école,. Il en devient conservateur en 1954. À sa mort en 1955, la bibliothèque contient 23 000 volumes, 2 700 disques et 70 000 textes de poésie et de théâtre américains et anglais.